# Fürteben
Fürteben ist eine Katastralgemeinde der Gemeinde Scheibbs im Bezirk Scheibbs in Niederösterreich.

## Siedlungsentwicklung
Zum Jahreswechsel 1979/1980 befanden sich in der Katastralgemeinde Fürteben insgesamt 118 Bauflächen mit 42.481 m² und 55 Gärten auf 98.422 m², 1989/1990 gab es 139 Bauflächen. 1999/2000 war die Zahl der Bauflächen auf 255 angewachsen und 2009/2010 bestanden 167 Gebäude auf 278 Bauflächen.

## Geschichte
Laut Adressbuch von Österreich war im Jahr 1938 in Fürteben der Bildhauer Josef Schagerl ansässig.

## Bodennutzung
Die Katastralgemeinde ist landwirtschaftlich geprägt. 462 Hektar wurden zum Jahreswechsel 1979/1980 landwirtschaftlich genutzt und 661 Hektar waren forstwirtschaftlich geführte Waldflächen. 1999/2000 wurde auf 407 Hektar Landwirtschaft betrieben und 716 Hektar waren als forstwirtschaftlich genutzte Flächen ausgewiesen. Ende 2018 waren 379 Hektar als landwirtschaftliche Flächen genutzt und Forstwirtschaft wurde auf 722 Hektar betrieben. Die durchschnittliche Bodenklimazahl von Fürteben beträgt 17,6 (Stand 2010).